# Aicurzio
Aicurzio – miejscowość i gmina we Włoszech, w regionie Lombardia, w prowincji Mediolan.
Według danych na rok 2004 gminę zamieszkiwało 1980 osób, 990 os./km².